# اوپلانی
اوپلانی (به چکی: Oplany) یک منطقهٔ مسکونی در جمهوری چک است که در ناحیه پراگ-شرق واقع شده‌است. اوپلانی ۵٫۸ کیلومتر مربع مساحت و ۸۱ نفر جمعیت دارد و ۳۵۷ متر بالاتر از سطح دریا واقع شده‌است.